# Yūbari (Schiff, 1923)
Die Yūbari (japanisch 夕張) war ein Leichter Kreuzer der Kaiserlich Japanischen Marine. Sie wurde Anfang der 1920er Jahre gebaut und kam im Zweiten Weltkrieg zum Einsatz. Der Kreuzer diente zur Erprobung neuer Konzepte im Schiffbau; die Konstruktion brach mit vielen der konventionellen Grundsätze, nach denen die vorangegangene Sendai-Klasse geplant worden war, und bildete die Grundlagen für die technischen Neuerungen der nachfolgenden Agano-Klasse.

## Geschichte

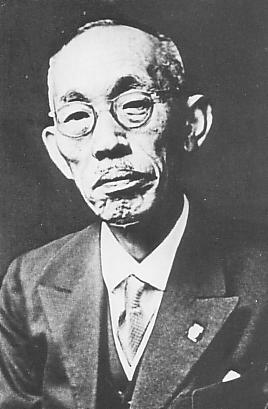
Admiral Hiraga Yuzuru, der Konstrukteur der Yūbari

### Entwurf
Durch die Beschränkungen, die Japan durch die Flottenkonferenz von Washington 1922 auferlegt wurden, war die Marine gezwungen, eine Obergrenze in der Gesamttonnage ihrer Flotte von 300.000 Tonnen zu akzeptieren. Es war demnach wichtig, Schiffe zu entwickeln, die bei möglichst geringer Tonnage eine optimale Verbindung von Bewaffnung, Geschwindigkeit, Reichweite und Panzerschutz erreichten.
Die Yūbari von 1922 basierte auf Planungen von Admiral Hiraga, dem führenden japanischen Schiffsentwickler und Berater der japanischen Delegation während der Flottenkonferenz. Der Entwurf wurde die Grundlage für Japans anschließende Entwicklungen im Bereich der Schweren Kreuzer und beeinflusste auch die Entwicklung der japanischen Zerstörer und anderer Schiffstypen nachhaltig.
Die Kesselabgase wurden nicht mehr über mehrere Schornsteine abgeführt, sondern die Abgasleitungen vereinten sich in einem einzigen, zentral angeordneten Schornstein mittschiffs. Der so an Deck gewonnene Platz erlaubte die Aufstellung einer besser geschützten schwereren Bewaffnung bei kürzerer Schiffslänge. Die bis dahin bei Leichten Kreuzern übliche Verteilung der Feuerleitsysteme über das gesamte Schiff wurde aufgegeben und die Systeme gemeinsam mit der Schiffsführung in einem vergrößerten Brückenaufbau untergebracht.

### Probleme
Der neuartige Charakter des Entwurfs führte zu diversen Problemen. Ein Manko bildete der Schornstein, aus dem die Abgase nicht wie gewünscht abzogen. Der Schornstein der Yūbari musste 1924 – ein Jahr nach ihrem Stapellauf – in der Werft um 1,80 Meter erhöht werden. 1934 wurde in Sasebo zusätzlicher Ballast am Rumpf angebracht, um die Seefestigkeit zu erhöhen. Ein Fehler bei der Ausrüstung führte im Pazifikkrieg 1942 fast zum Verlust des Schiffs – die Wasserschläuche, die die Schiffssicherungsmannschaften zur Feuerbekämpfung benutzten, erreichten nicht den vorderen Torpedosatz, so dass ein Feuer vor dem Erreichen der Torpedos nicht gestoppt werden konnte.

### Flottenverträge
Um die Japan vertraglich erlaubte Gesamttonnage in bestimmten Schiffsklassen nicht zu überschreiten, begann die Kaiserlich Japanische Marine ab dem Bau der Yūbari, systematisch die Unwahrheit über die Wasserverdrängung ihrer Neubauten an die Vertragsstaaten des Völkerbundes zu melden. 2.890 Tonnen Standardverdrängung wurden gemeldet, 3.390 waren es tatsächlich.

### Bau
Der Bauauftrag für die spätere Yūbari wurde an die Marinewerft in Sasebo vergeben. Diese legte den Rumpf am 5. Juni 1922 auf Kiel und das Zuwasserlassen erfolgte am 5. März 1923. Die Indienststellung erfolgte am 31. Juli 1923 unter dem Kommando von Kaigun-taisa (Kapitän zur See) Sugiura Masao, welcher bereits seit dem 1. März 1923 als sogenannter Oberster Ausrüstungsoffizier (jap. 艤装員長, gisō inchō) mit der Baubelehrung beauftragt gewesen war.

### Einsatzgeschichte

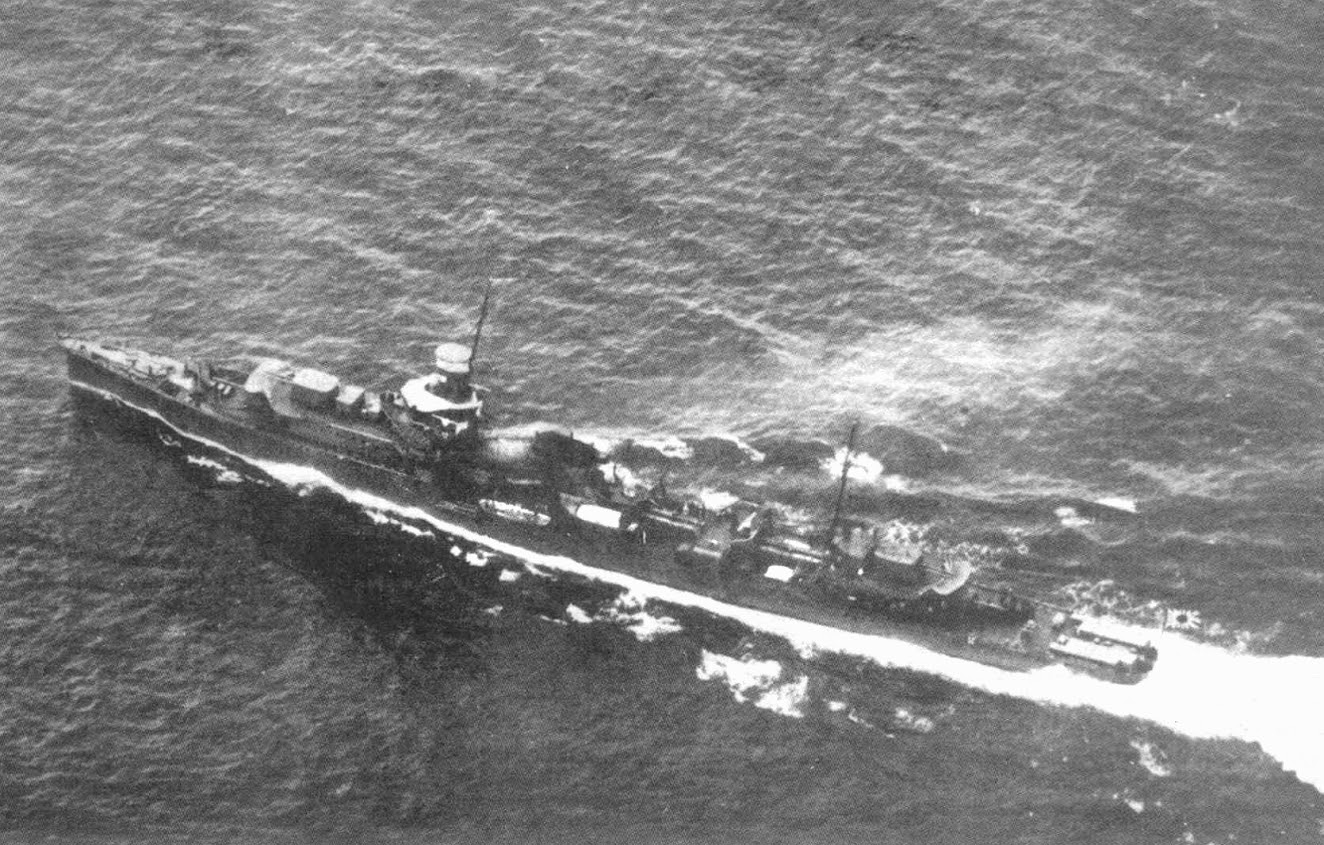
Die Yūbari 1923 während einer Erprobung

Nach Indienststellung wurde die weitere Erprobung und Ausbildung betrieben, bis das Schiff in Folge des Großen Kantō-Erdbebens vom 1. September 1923 bei der Evakuierung von Flüchtlingen aus Yokohama und anderen betroffenen Gebieten half. Während dieser Zeit schiffte sich am 10. September der spätere Tennō, Kronprinz Hirohito, für eine Inspektionsreise von Yokohama nach Yokosuka und zurück ein.
Das ab Dezember 1923 der 3. Kreuzerdivision unterstellte Schiff führte bis Ende März 1924 Patrouillen vor der chinesischen Küste durch und wurde ab 4. April für Erprobungen der Maschinenanlage in Sasebo eingesetzt. Dabei kam es zu Schäden am Steuerbord-Turbinensatz, welche während einer Werftliegezeit den Sommer über behoben wurden, wobei auch der Schornstein erhöht wurde.
Im April 1925 beobachtete die Yūbari die Manöver der amerikanischen Pazifikflotte in hawaiianischen Gewässern. Vor der Insel Oʻahu wurde der Leichte Kreuzer dabei durch drei Zerstörer gestellt bzw. verfolgt, konnte ihnen aber entkommen.
Ab 20. Oktober 1925 als Flaggschiff des 2. Zerstörergeschwaders eingesetzt, blieb sie dies bis zum 1. Dezember 1931, wo sie das Flaggschiff des 1. Zerstörergeschwaders wurde. In der Zeit von Anfang September 1931 bis 23. Januar 1932 wurde die Yūbari in der Marinewerft in Kure instand gesetzt und modernisiert und nach Abschluss dieser Maßnahmen im Rahmen von Spannungen mit der Republik China nach Shanghai (Erste Schlacht um Shanghai) verlegt. Am 8. und 9. Februar beschossen die Yūbari und die Zerstörer ihres Geschwaders zur Deckung von Angriffen die Wusong-Forts vom Huangpu-Fluss aus.
Ab November 1934 war sie dem Marine-Distrikt Yokosuka zugewiesen, wo sie von Juli bis November 1935 modernisiert und umgerüstet wurde. Danach war sie als Flaggschiff des 5. Zerstörergeschwaders im Patrouilleneinsatz vor der chinesischen Küste und mit Beginn des Zweiten Japanisch-Chinesischen Krieges ab August 1937 zur Evakuierung von 12.000 japanischen Zivilisten aus Küstenstädten in Südchina nach Formosa eingesetzt. Dabei wurden die Einwohner von Shantou ab dem 12. August, aus Kanton am 15. August und die in Fuzhou am 17. August evakuiert. Die Evakuierung von Amoy zog sich aus verschiedenen Gründen bis Ende August hin, konnte aber erfolgreich abgeschlossen werden.
Am 20. Oktober unterstützte das Schiff die Landung der 10. Armee des Kaiserlich Japanischen Heeres in der Hangzhou-Bucht (Zweite Schlacht um Shanghai), kehrte dann nach Yokosuka zurück und wurde im Dezember in den Reservestatus versetzt. Zwischen März und Oktober 1939 war es dem Wach-Distrikt Ōminato zugeteilt und leistete Patrouillendienst vor der Küste der Insel Sachalin (Japanisch-Sowjetischer Grenzkonflikt).
Im Pazifikkrieg war die Yūbari zunächst Bestandteil mehrerer Landungsoperationen und wurde im März 1942 bei Salamaua durch Luftangriffe beschädigt.

### Untergang
Am 26. April 1944 lief die Yūbari gesichert durch die beiden Zerstörer Samidare und Yūzuki von Babeldaob (Palau-Inseln) aus.
Sie wurde am folgenden Morgen des 27. April von dem amerikanischen U-Boot USS Bluegill, unter dem Kommando von Lieutenant Commander Eric L. Barr, vor der Insel Sonsorol, südwestlich von Babeldaob, gesichtet. Das U-Boot, welches sich auf seiner ersten Patrouillenfahrt befand, versuchte einen Angriff auf den Leichten Kreuzer und einen der Zerstörer, aber der Verband verschwand hinter der Insel, so dass der Angriff abgebrochen wurde.
Die Yūbari landete daraufhin auf Sonsorol Truppen zur Verstärkung der örtlichen Garnison an. Nachdem dies abgeschlossen war, stach sie um 9:42 Uhr (japanischer Zeit) erneut in See. Zwei Minuten später war der Kreuzer für das amerikanische U-Boot wieder sichtbar, führte aber bei 19 Knoten Geschwindigkeit Zick-Zack-Manöver durch. Nachdem das U-Boot in eine günstige Schussposition gelangt war, schoss es sechs Torpedos der Typen Mark 14-3A und Mark 23 ab. Fünf davon konnte die Yūbari ausweichen, aber einer traf sie um 10:04 auf der Steuerbordseite in der Nähe des Kesselraums Nr. 1. Dieser wurde sofort geflutet, wobei 17 Mann der Besatzung getötet wurden und das Schiff bewegungslos blieb. Um 10:30 war nach Kesselraum Nr. 1 auch Nr. 2 geflutet. Dann scheiterte nach 14:00 ein Versuch, mittels der Mittelwelle das Schiff in Fahrt zu bringen und um 16:50 ein Abschleppversuch durch die Samidare.
Am 28. April wurde das Schiff durch die Besatzung aufgegeben und um 5:41 die Verbandsflagge des 3. Zerstörergeschwaders an die Yūzuki übergeben, welche ab 5:44 auch die Besatzung übernahm, darunter den Kommandanten der Yūbari, Kaigun-taisa (Kapitän zur See) Nara Takeo, und den Geschwaderchef, Kaigun-shōshō (Konteradmiral) Nakagawa. Um 10:15 (japanischer Zeit) – fast 24 Stunden nach der Torpedierung – sank der Kreuzer auf Position 5° 38′ N, 131° 45′ O über den Bug. Insgesamt verloren 19 Mann der Besatzung ihr Leben.
Am 10. Juni 1944 wurde die Yūbari aus der Flottenliste der Schiffe der Kaiserlichen Japanischen Marine gestrichen.

## Name
Die Yūbari war das erste Schiff einer japanischen Marine, welches diesen Namen trug. Benannt war sie nach einem gleichnamigen Fluss auf der Insel Hokkaidō.

## Technische Beschreibung

### Rumpf

Panzerschutzschema der Yūbari.

Der Rumpf der Yūbari war über alles 139,44 Meter lang, 12,04 Meter breit und hatte bei einer Einsatzverdrängung von 3.644 Tonnen einen Tiefgang von 3,58 Metern.
Der Panzerschutz betrug 10,3 % der Standardverdrängung und war in die Schiffstruktur integriert. Dies bedeutet, dass der Rumpf nicht, wie bis dahin üblich, selbsttragend und mit Panzerung hinterfüttert war, sondern die Panzerung einen festen Teil der Wände und Decks bildete. Der geschützte Bereich umfasste die Maschinenräume einschließlich der vor ihr liegenden Artilleriezentrale. Der 58,5 Meter lange Gürtelpanzer – was 42 % der Schifflänge entspricht – hatte eine Stärke von 38 mm und eine Innenneigung von 10°. Er erstreckte sich vom Doppelboden, dessen Weiterführung er war, bis zum Oberdeck. Die Wandstärke der davor liegenden Bordwand betrug 19 mm und der zwischen diesen liegende Raum wurde für die Lagerung von Kraftstoff genutzt. Das Panzerdeck hatte eine Stärke von 25 mm.
Die Bugform wurde unter Aspekten der Geschwindigkeit und Seefestigkeit gegenüber den Vorgängerklassen verändert, indem die oberste Kante in einem Bogen nochmals nach vorn geführt wurde und die Unterkante in einer langen Krümmung in den Kiel überging, so dass der Verlauf des Bugs dem eines Schwanenhalses ähnelte.

### Antrieb
Der Antrieb erfolgte durch acht Dampferzeuger – Kampon-Kessel des Yarrow-Typs, welche in drei Kesselräumen untergebracht waren, wobei sich im vorderen zwei mischbefeuerte, im mittleren vier ölbefeuerte und im achteren zwei weitere ölbefeuerte Kessel befanden – und drei Gihon-Getriebeturbinensätze, mit denen eine Gesamtleistung von 57.900 PS (42.585 kW) erreicht wurde. Sie gaben ihre Leistung an drei Wellen mit je einer dreiflügeligen Schraube ab. Die Höchstgeschwindigkeit betrug 35,5 Knoten (66 km/h) und die maximale Fahrstrecke 5.500 Seemeilen (10.186 km) bei 10 Knoten oder 1.400 Seemeilen (2.593 km) bei 31 Knoten. Es konnten 100 Tonnen Kohle und 830 Tonnen Schweröl gebunkert werden. Die Antriebsanlage entsprach der, welche bei den Zerstörern der Minekaze-Klasse verbaut war.

### Bewaffnung

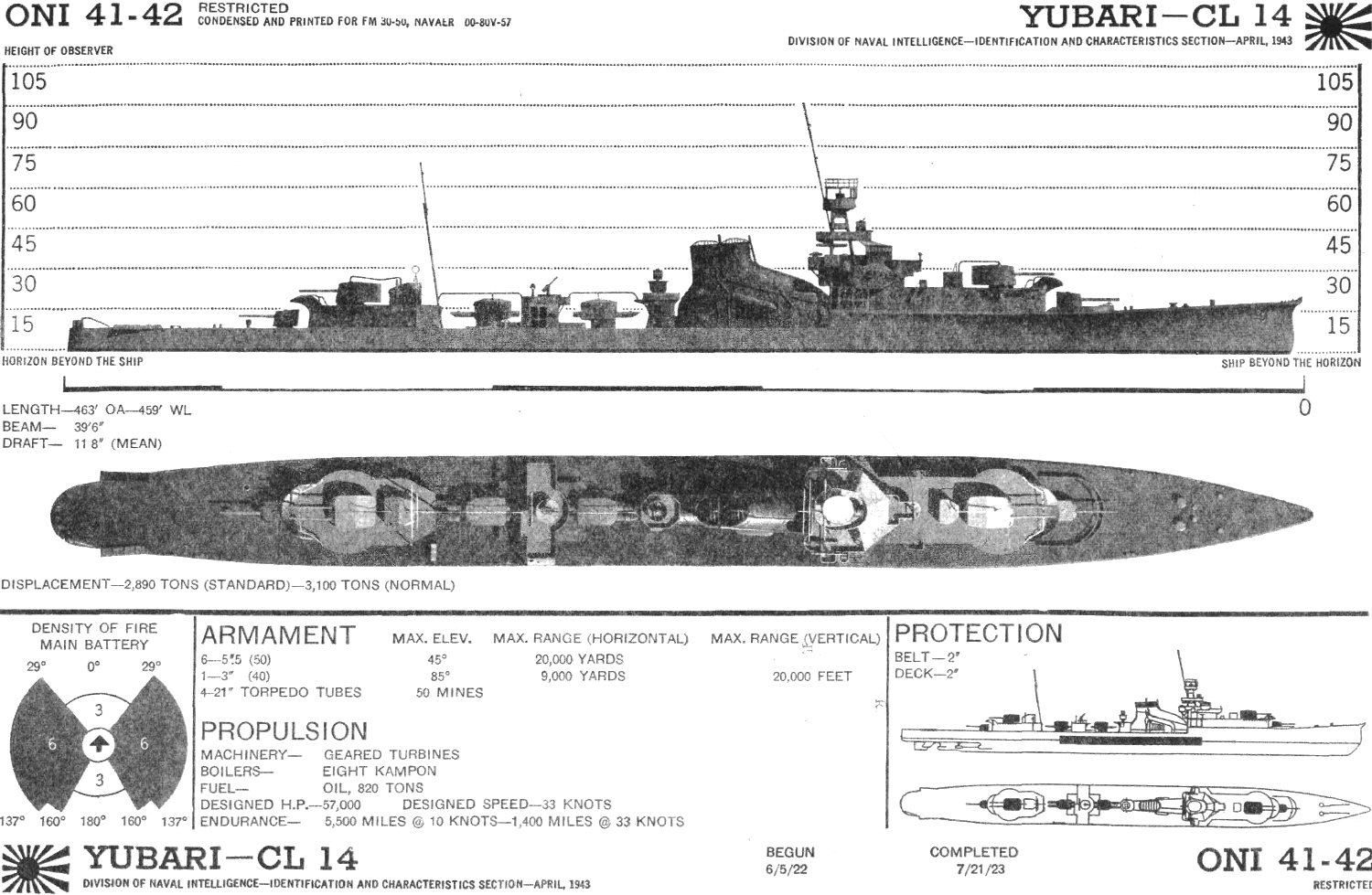
Ansicht der Aufstellung der Bewaffnung, als Zeichnung aus einem amerikanischen Erkennungshandbuch.

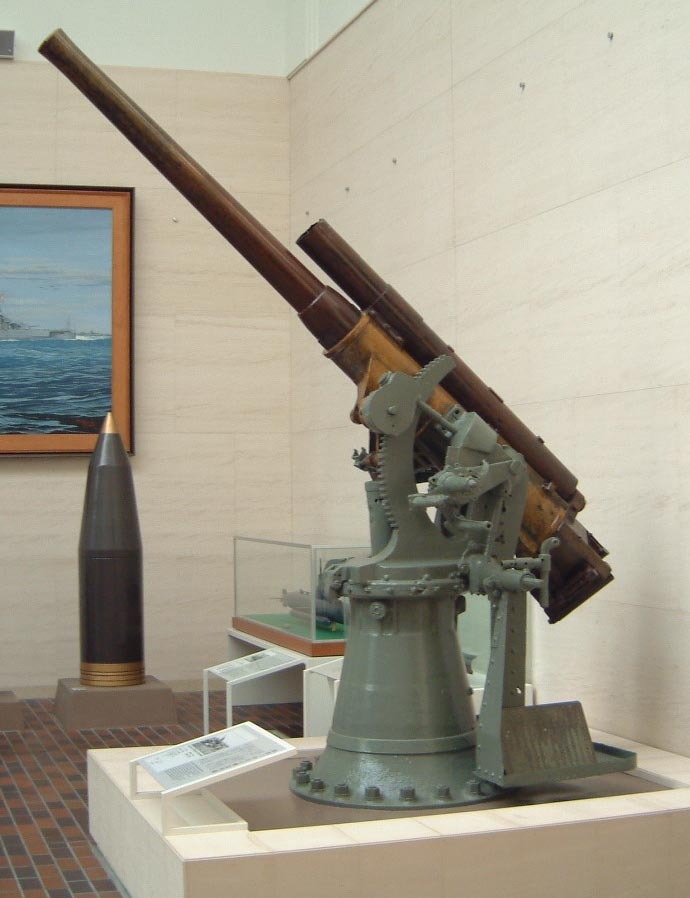
7,62-cm-Geschütz Typ 3, ausgestellt im Museum des Yasukuni-Schreins.

#### Artillerie
Bei Indienststellung bestand die Artilleriebewaffnung aus sechs 14-cm-Seezielgeschützen mit Kaliberlänge 50 Typ 3. Dieses 1916 eingeführte Geschütz hatte eine Feuerrate von 6 bis 10 Schuss die Minute und eine Lebensdauer von 800 Schuss. Es konnte eine 38 Kilogramm schwere Granate bis zu 15,8 Kilometer weit schießen und war in zwei 50 Tonnen schweren, leicht gepanzerten Zwillingstürmen (Typ A) und zwei 21 Tonnen schweren Einzellafetten mit einfachen Schilden untergebracht. Diese waren in Schiffsmittellinie, je ein Paar (die Einzellafetten am Oberdeck und die Zwillingstürme überhöht hinter den Einzellafetten auf den Aufbauten) vor bzw. auf dem Brückenaufbau und hinter bzw. auf dem achteren Deckshaus aufgestellt. Die elektrisch angetriebenen Zwillingstürme hatten eine Seitenrichtgeschwindigkeit von 4° pro Sekunde, eine Höhenrichtgeschwindigkeit von 6° pro Sekunde und einen Höhenrichtbereich von −5° bis +30°. Die manuell betriebenen Einzellafetten hatten eine Seitenrichtgeschwindigkeit von 8° pro Sekunde, eine Höhenrichtgeschwindigkeit von 8° pro Sekunde und einen Höhenrichtbereich von −7° bis +30°.

#### Flugabwehr
Zur Zeit der Indienststellung bestand die Flugabwehrbewaffnung aus einem 7,62-cm-Geschütz Typ 3 in Einzellafette mittschiffs auf einem erhöhten Podest und zwei 7,7-mm-Maschinengewehren Typ HI. Das 7,62-cm-Geschütz erreichte eine Kadenz von 13 bis 20 Schuss pro Minute und die maximale Reichweite betrug etwa 7,2 Kilometer bei 75° Rohrerhöhung. Die 3,35 Tonnen schwere, manuell gesteuerte Mittelpivotlafette war um 360° drehbar und hatte einen Höhenrichtbereich von −7° bis +75°.
Die 7,7-mm-Maschinengewehre hatten eine maximale Feuerrate von rund 900 Schuss pro Minute, die effektive Reichweite lag bei etwa 300 Metern. Die 26 Kilogramm schwere körpergesteuerte Lafette war um 360° drehbar und hatte einen Höhenrichtbereich von −25° bis +85°.
Ab 1935 ersetzten zwei 13,2-mm-Maschinengewehre Typ 93 in Doppellafette das 7,62-cm-Geschütz, welche ihrerseits 1940 durch zwei 2,5-cm-Maschinenkanonen Typ 96 in Doppellafette ersetzt wurden.
Zwischen Dezember 1943 und März 1944 wurde das Schiff überholt. Dabei entfernte man die beiden 14-cm-Einzelgeschütze. Auf der ehemaligen Position von Turm „A“ baute man ein einzelnes 12-cm-Geschütz Typ 10 ein. Auf der ehemaligen Position des achteren Turms setzte man eine Drillingslafette für Maschinenkanonen des Typ 96. Zwei weitere 25-mm-Drillinge wurden mittschiffs verbaut und weitere Einzel- und Zwillingslafetten in den Aufbauten.

#### Torpedos
Die Yūbari führte als Torpedobewaffnung zwei Zweifachtorpedorrohrsätze im Kaliber 61 cm für Torpedos des Typ 8, welche – nach Zerstörerart mittschiffs – zwischen Schornstein und achterem Deckshaus aufgestellt waren. Auf Grund der im Jahr 1932 eingestellten Produktion war dieser Torpedo-Typ im Pazifikkrieg nur noch in begrenzter Stückzahl vorhanden. Da die verbliebenen Torpedos vornehmlich auf einigen älteren Leichten Kreuzern und Zerstörern zum Einsatz kamen, ist anzunehmen, dass die Yūbari auf das Nachfolgemodell, den Torpedo Typ 93, umgerüstet wurde.

#### Sonstiges
Es konnten bis zu 34 Seeminen mitgeführt werden. Ab 1944 wurden zur U-Bootabwehr auf dem Achterschiff zwei Ablaufschienen für Wasserbomben installiert.

### Feuerleitung und Sensoren

#### Feuerleitanlage
Zur Feuerleitung standen ein Feuerleitstand im Vormast und zwei Schnittbildentfernungsmesser mit Basislänge 10 Fuß beiderseits der Kompassbrücke zur Verfügung.

#### Radar
Zur Luft- und Seeraumüberwachung verfügte die Yūbari ab 1944 über ein Funkmessgerät (Radar) des Typ 22. Dieses Radargerät, welches aus einem Doppelhorn – eines zum Senden und eines zum Empfangen – bestand, war auf der Suchscheinwerferplattform oberhalb der Brücke installiert, wo es den Suchscheinwerfer ersetzte. Es konnte eine Gruppe von Flugzeugen in bis zu 35 Kilometer, ein einzelnes Flugzeug in bis zu 17 Kilometer und ein großes Seefahrzeug in bis zu 34,5 Kilometer Entfernung orten. Zwar war es nicht für die Feuerleitung der Artillerie ausgelegt, lieferte aber für diesen Zweck mäßig genaue Messwerte. Es arbeitete mit einer Wellenlänge von 10 cm und hatte eine Sendeleistung von 2 kW.

#### Sonar
Zur Suche nach U-Booten wurde zwischen August und Oktober 1943 ein Echoortungssystem des Typ 93 mit einem Hydrophon-Set vom Typ 93 eingerüstet. Dieses Hydrophon-Set bestand aus zwei Gruppen zu je acht Sensoren, eine Gruppe auf jeder Schiffsseite.

## Besatzung
Die Besatzung der Yūbari hatte eine Stärke von 328 Offizieren, Unteroffizieren und Mannschaften. Üblicherweise befehligte ein Stabsoffizier im Rang eines Kaigun-taisa (Kapitäns zur See) das Schiff.

### Liste der Kommandanten
| Nr. | Name                                            | Beginn der Amtszeit | Ende der Amtszeit | Bemerkungen                                                        |
| --- | ----------------------------------------------- | ------------------- | ----------------- | ------------------------------------------------------------------ |
| 1.  | Kapitän zur See Sugiura Masao                   | 31. Juli 1923       | 1. Dezember 1923  | seit 1. März 1923 mit der Baubelehrung betraut                     |
| 2.  | Kapitän zur See Yamaguchi Nobuichi              | 1. Dezember 1923    | 10. November 1924 |                                                                    |
| 3.  | Fregattenkapitän/Kapitän zur See Tomioka Aijiro | 10. November 1924   | 20. Oktober 1925  |                                                                    |
| 4.  | Kapitän zur See Anno Kiyoshi                    | 20. Oktober 1925    | 1. November 1926  |                                                                    |
| 5.  | Kapitän zur See Kida Shinpei                    | 1. November 1926    | 1. Dezember 1927  |                                                                    |
| 6.  | Kapitän zur See Morita Shigefusa                | 1. Dezember 1927    | 30. November 1929 |                                                                    |
| 7.  | Kapitän zur See Kawana Takeo                    | 30. November 1929   | 15. November 1930 |                                                                    |
| 8.  | Kapitän zur See Hara Seitaro                    | 15. November 1930   | 1. Dezember 1931  |                                                                    |
| 9.  | Kapitän zur See Saito Jiro                      | 1. Dezember 1931    | 15. November 1933 |                                                                    |
| 10. | Kapitän zur See Kiyomiya Ko                     | 15. November 1933   | 15. November 1934 |                                                                    |
| 11. | Kapitän zur See Markgraf Daigo Tadashige        | 15. November 1934   | 25. Mai 1935      |                                                                    |
| 12. | Kapitän zur See Seiichi Harada                  | 25. Mai 1935        | 31. Oktober 1935  |                                                                    |
| 13. | Kapitän zur See Yamamoto Masao                  | 31. Oktober 1935    | 1. Dezember 1936  |                                                                    |
| 14. | Kapitän zur See Hirose Sueto                    | 1. Dezember 1936    | 15. November 1937 |                                                                    |
| 15. | Kapitän zur See Hori Yugoro                     | 15. November 1937   | 20. Juli 1938     |                                                                    |
| 16. | Kapitän zur See Miyazato Shutoku                | 20. Juli 1938       | 15. November 1938 |                                                                    |
| 17. | Kapitän zur See Kouda Takero                    | 15. November 1938   | 1. November 1939  |                                                                    |
| -   | Kapitän zur See Kamata Michiaki                 | 1. November 1939    | 15. November 1939 | Kommandant der Ashigara, mit der Wahrnehmung der Geschäfte betraut |
| 18. | Kapitän zur See Edo Heitaro                     | 15. November 1939   | 1. November 1940  |                                                                    |
| 19. | Kapitän zur See Ban Masami                      | 1. November 1940    | 15. August 1942   |                                                                    |
| 20. | Kapitän zur See Hirai Yasuji                    | 15. August 1942     | 3. Mai 1943       |                                                                    |
| 21. | Kapitän zur See Funaki Morie                    | 3. Mai 1943         | 20. Januar 1944   |                                                                    |
| -   | Kapitän zur See Oe Ranji                        | 20. Januar 1944     | 20. Februar 1944  | Kommandant der Maya, mit der Wahrnehmung der Geschäfte betraut     |
| 22. | Kapitän zur See Nara Takeo                      | 20. Februar 1944    | 28. April 1944    |                                                                    |